# Quyllur Rit'i

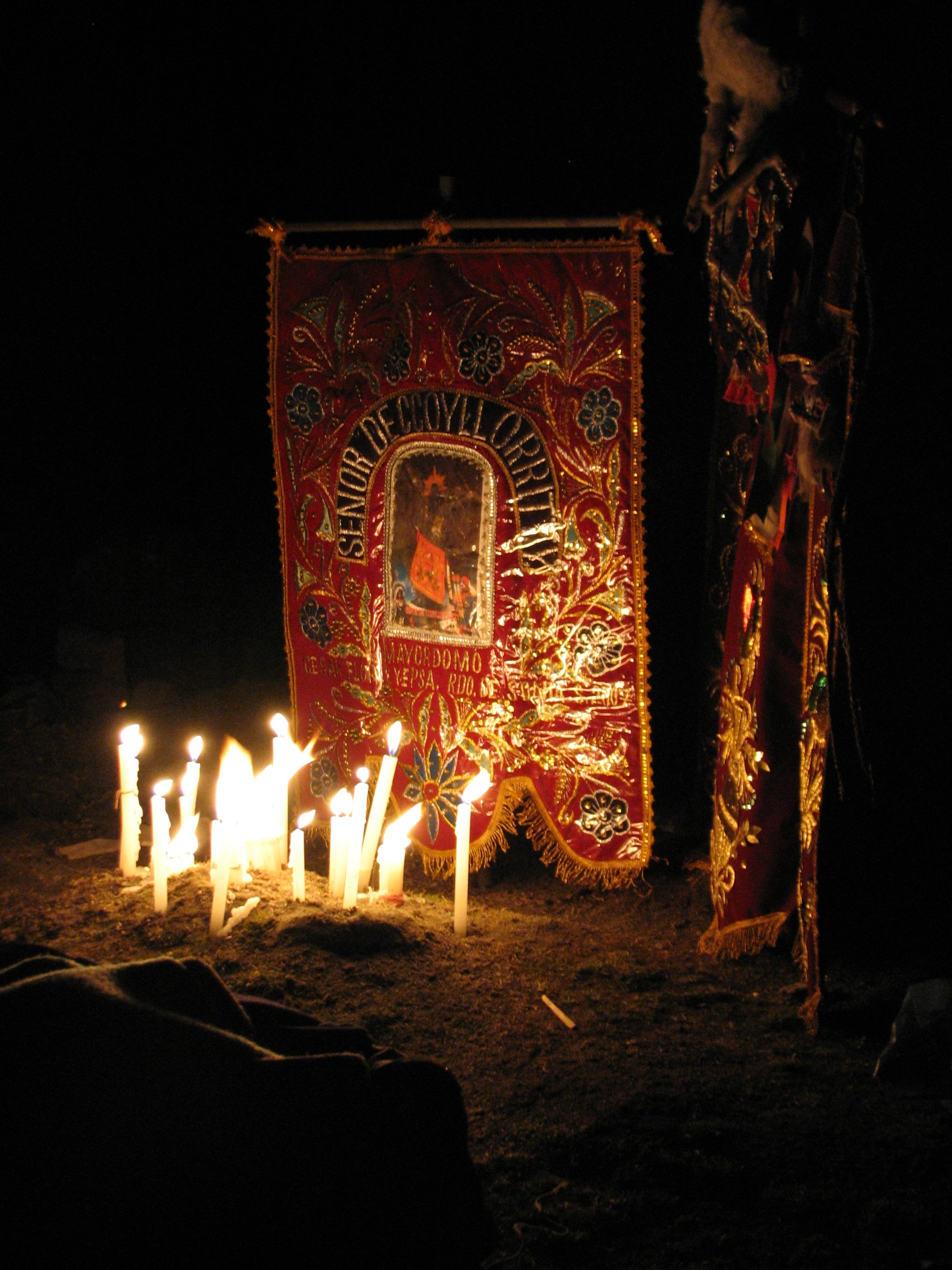
Kaplica Quyllur Rit'i nocą

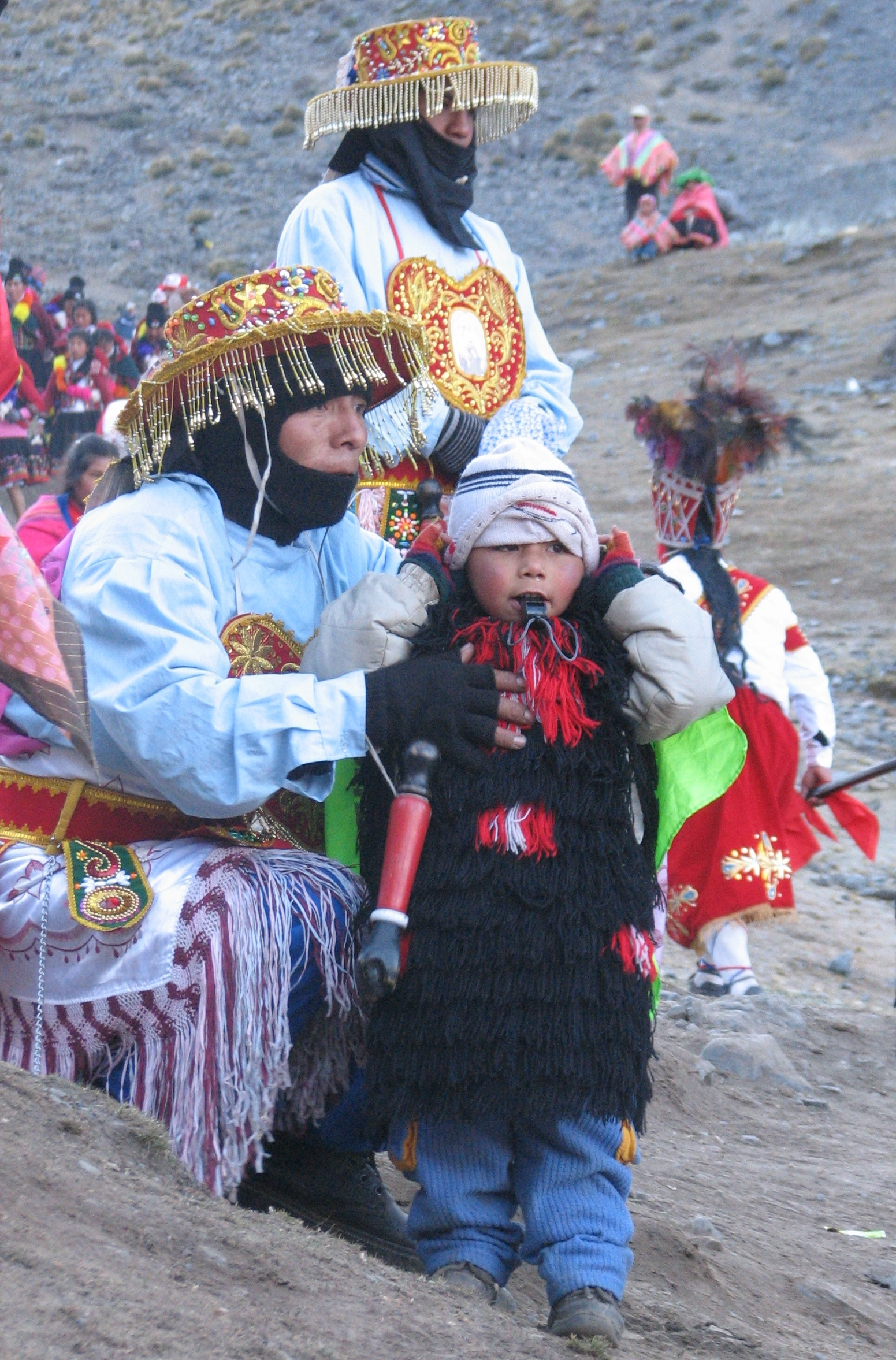
Tancerze qolla

Quyllur Rit'i – święto obchodzone corocznie w sanktuarium o tej samej nazwie, na zboczu góry Ausangate, stanowiące jedną z największych uroczystości religijnych w Peru. Pielgrzymka odbywa się w czerwcu, prawdopodobnie ma korzenie przedchrześcijańskie, związane z dniem przesilenia zimowego. W 2011 roku pielgrzymka do sanktuarium w Quyllur Rit'i została wpisana na listę niematerialnego dziedzictwa UNESCO.
Samo sanktuarium oraz święto zostały uznane za peruwiańskie dziedzictwo narodowe w 2004. Święto przyciąga zwłaszcza mieszkańców pobliskich regionów, pogrupowanych w tzw. "narody" (naciones), którzy wykonują tradycyjne tańce.